# Alvin och gänget
Alvin och gänget (engelsk originaltitel: Alvin and the Chipmunks) är en amerikansk spel/animerad film från 2007, skapad av Regency Enterprises och Bagdasarian Productions och distribuerad av 20th Century Fox.

## Handling
Filmen handlar om den medelmåttige låtskrivaren David Seville, vars liv får en helt ny vändning när han av en slump träffar de tre sjungande jordekorrarna Alvin, Simon och Theodore. Med Davids hjälp blir de till stora stjärnor, men den girige skivbolagsdirektören Ian Hawke har andra planer för de små ekorrarna.

## Om filmen
Filmen är baserad på de figurer som skapades 1958 av låtskrivaren och artisten Ross Bagdasarian Sr (artistnamn David Seville), samt de tecknade tv-serierna från 1960-talet och 1980-talet.
Filmen är animerad av Sony Pictures Imageworks.
Filmen har fått tre uppföljare; Alvin och gänget 2, Alvin och gänget 3 och Alvin och gänget: Gasen i botten.

## Roller i urval
- Jason Lee - David "Dave" Seville
- David Cross - Ian Hawke
- Cameron Richardson - Claire Wilson
- Jane Lynch - Gail
- Justin Long - Alvin Seville (röst)
- Matthew Gray Gubler - Simon Seville (röst)
- Jesse McCartney - Theodore Seville (röst)

### Röster (svensk dubbning)
- Peter Sjöquist - David "Dave" Seville
- Jakob Stadell - Ian Hawke
- Anna Nordell - Claire Wilson
- Inga-Lill Andersson - Gail
- Linus Wahlgren - Alvin Seville
- Kim Sulocki - Simon Seville
- Nick Atkinson - Theodore Seville